# پاتریک دنارد
پاتریک دنارد (انگلیسی: 9th Wonder؛ زادهٔ ۱۵ ژانویهٔ ۱۹۷۵) یک موسیقی‌دان اهل ایالات متحده آمریکا است. وی از سال ۱۹۹۷ میلادی تاکنون مشغول فعالیت بوده‌است.